# Saint-Laurent-de-Neste
Saint-Laurent-de-Neste là một xã thuộc tỉnh Hautes-Pyrénées trong vùng Occitanie tây nam nước Pháp. Xã này nằm ở khu vực có độ cao trung bình 467 mét trên mực nước biển.